# Караја (Перуђа)
Караја је насеље у Италији у округу Перуђа, региону Умбрија.
Према процени из 2011. у насељу је живело 226 становника. Насеље се налази на надморској висини од 272 м.